# 5524 Лєкаше
5524 Лєкаше (5524 Lecacheux) — астероїд головного поясу, відкритий 15 вересня 1991 року.
Тіссеранів параметр щодо Юпітера — 3,536.